# Långbro
Långbro est un quartier du district Hägersten-Älvsjö à Stockholm en Suède.

## Situation
Långbro est un quartier de Söderort bordé par  les  quartiers  de Solberga, Älvsjö, Långsjö, Herrängen et Fruängen. 
Le territoire du quartier est relativement vallonné avec Långbro gård et le Långbrogårdspark qui se trouvant à 46 mètres d'altitude, tandis que par exemple Älvsjövägen se trouve dans une vallée, constituant autrefois une terre immergée.

## Bâtiments
Le quartier est delimité par Älvsjövägen, Sjättenovembervägen, Långsjövägen, Vantörsvägen et Mickelsbergsvägen.
Le quartier est majoritairement résidentiel, comprenant environ 1 350 villas et maisons unifamiliales, et un nombre croissant d'immeubles residentiels. 
Grâce à l'aménagement des terrains adjacents à l'ancien hôpital de Långbro, les logements en copropriété ont augmenté depuis le tournant du millénaire.

## Histoire
Långbro doit son nom au pont médiéval à haubans qui permettait le passage de la vieille route du Göta.
Jusqu'en 1862, le territoire faisait partie de la paroisse de Brännkyrka, en 1862-1913 du comté de Brännkyrka et depuis 1913 de la ville de Stockholm. 
Le quartier a été créé en 1934 et, après plusieurs ajustements, a reçu ses limites actuelles dans le cadre de l'incorporation du quartier de Långbrodal en 1940. 
Au cours des années 1940, la population du quartier a triplé grâce à la multiplication des maisons unifamiliales.

## Galerie

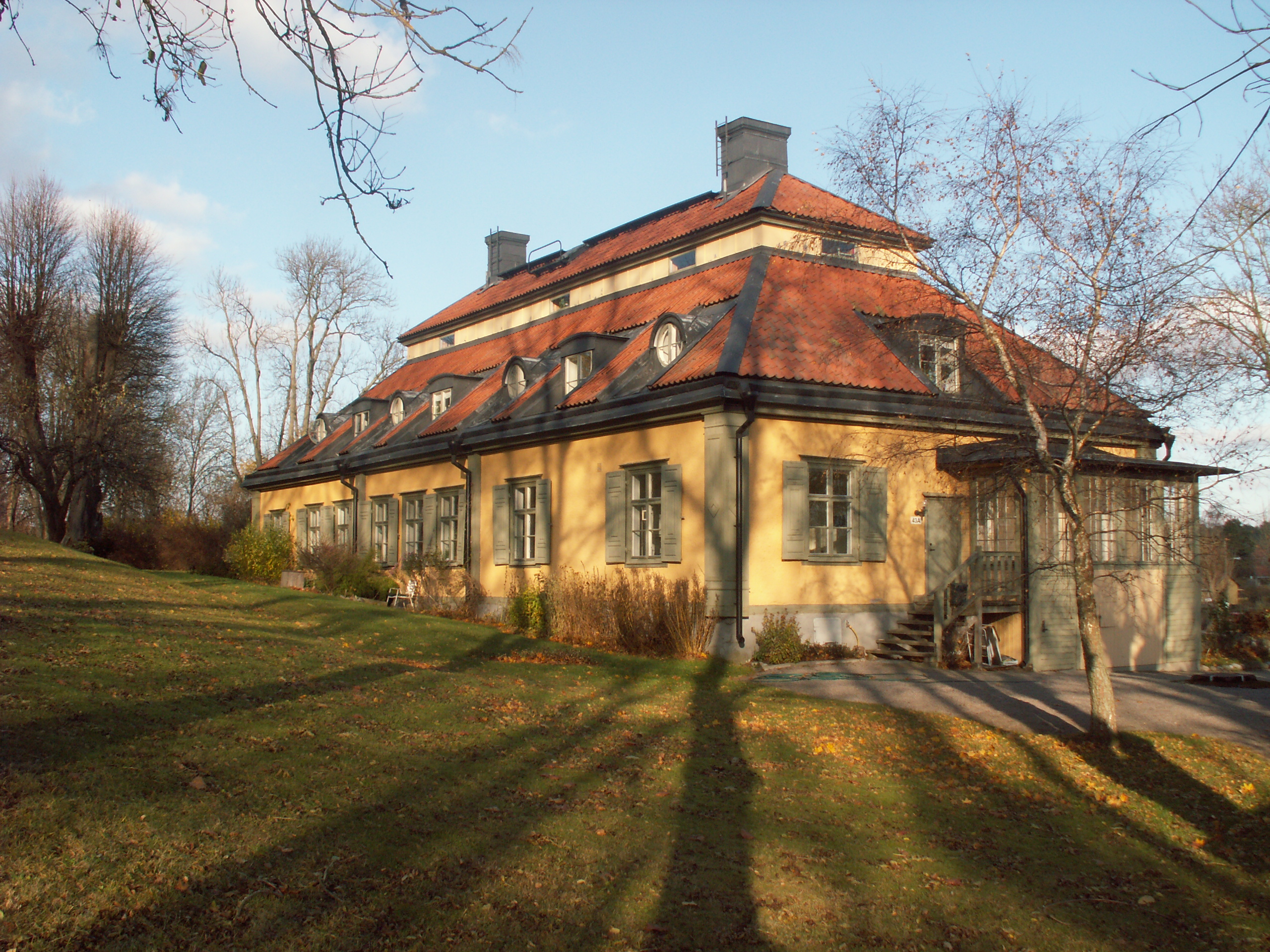
Langbro gard.
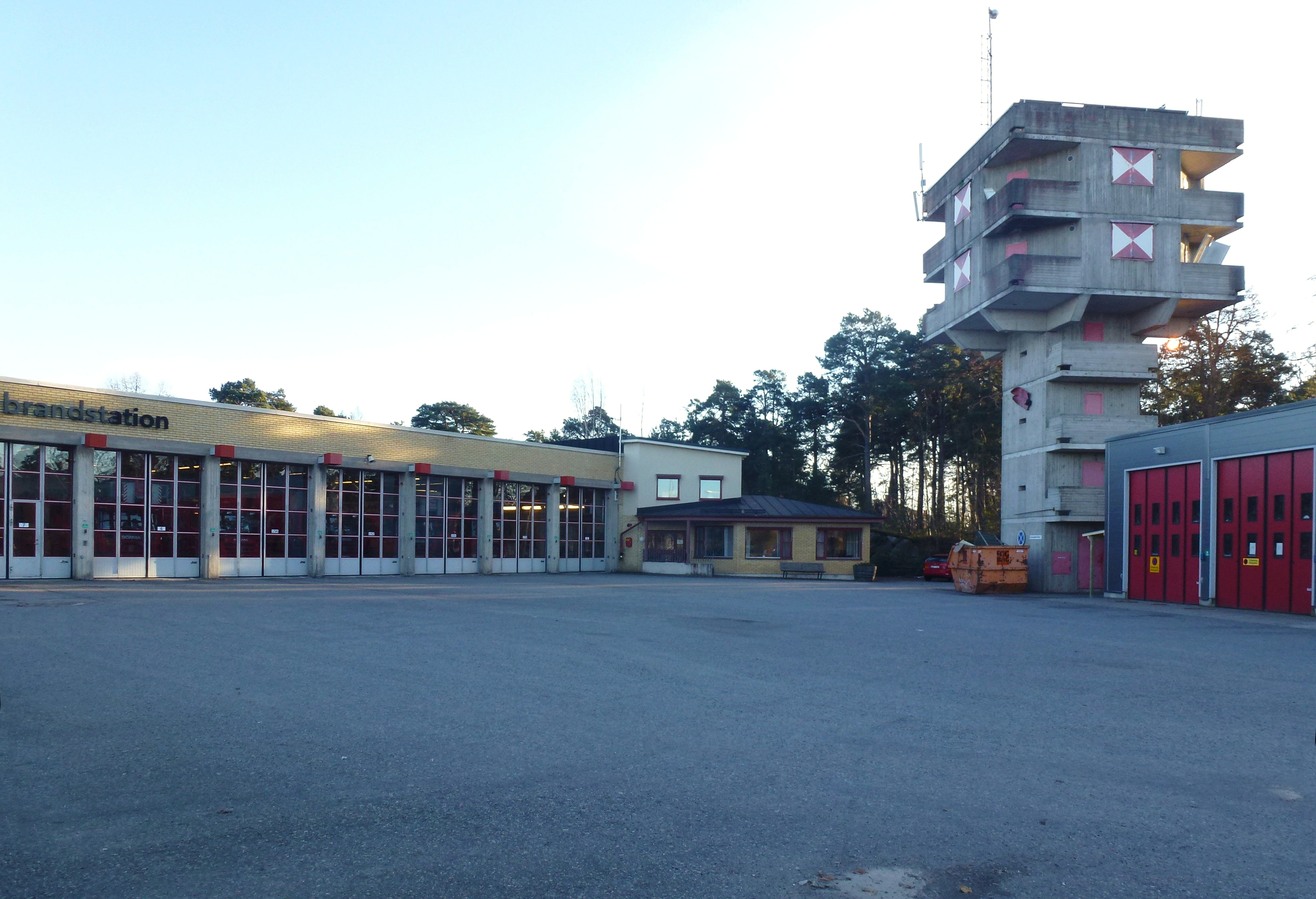
Caserne des pompiers.
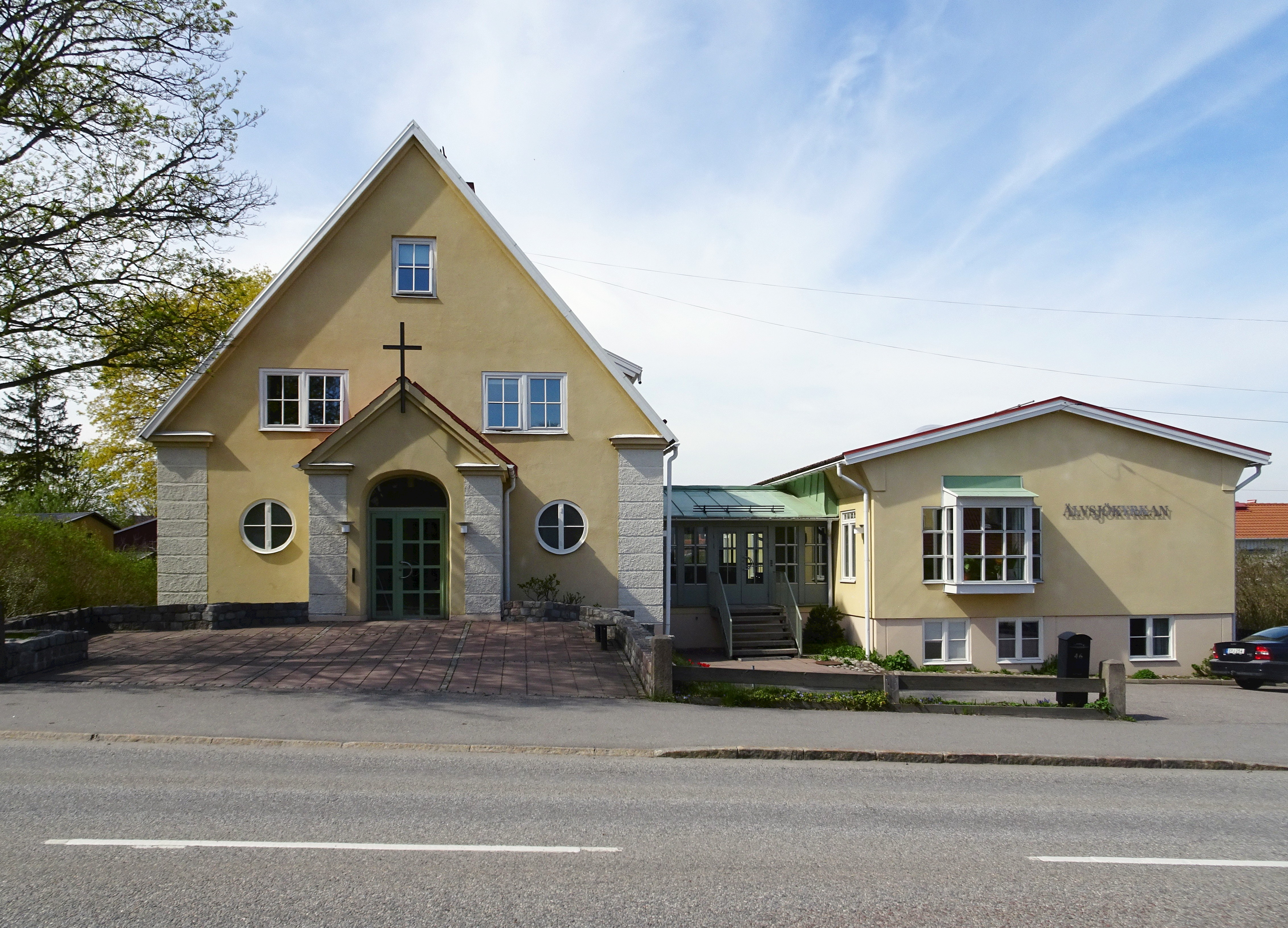
Église d'Älvsjö.
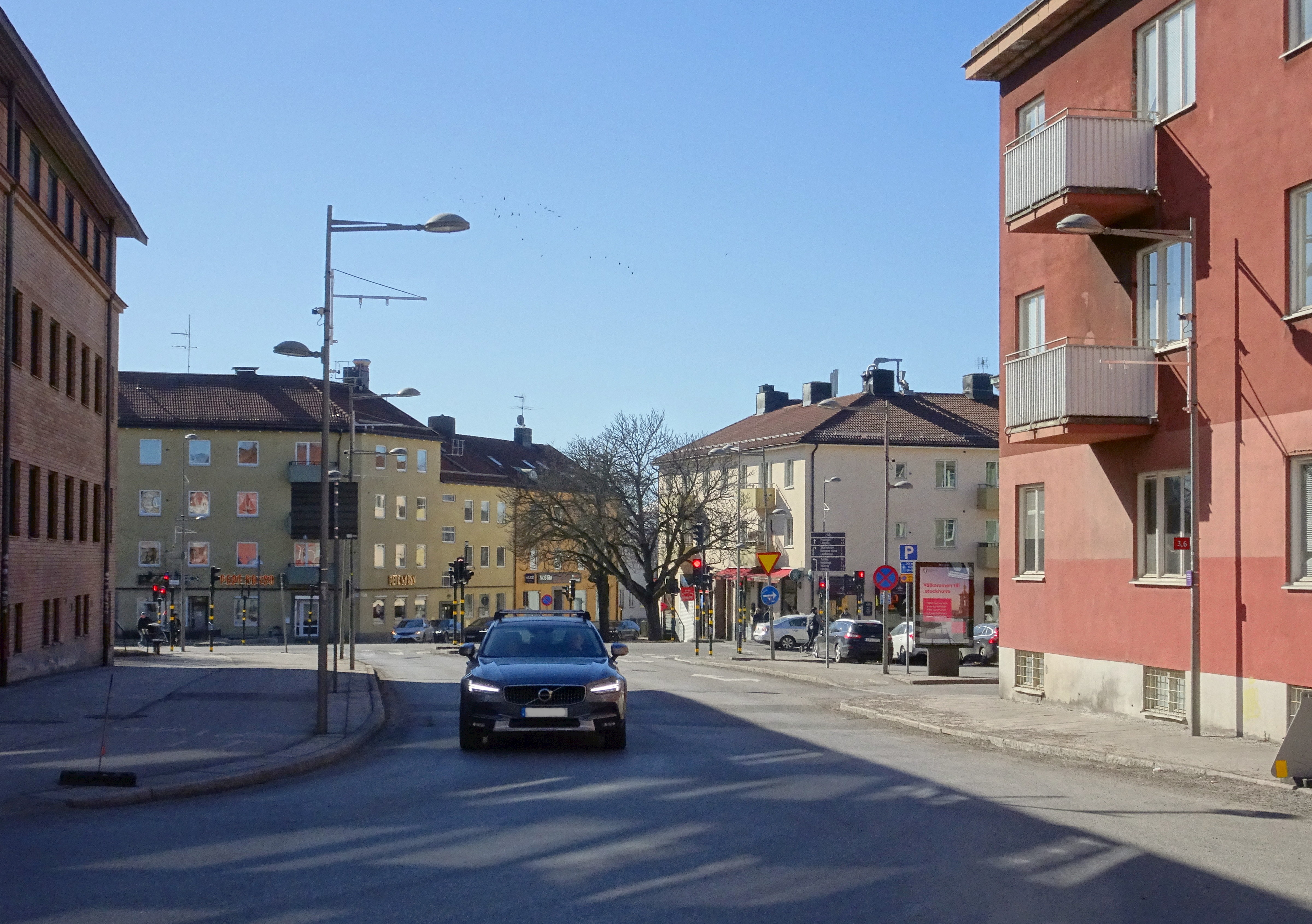
Johan Skyttes väg.